# Студеное Поле
Студёное Поле — деревня в Кашинском городском округе Тверской области России. 

## География
Деревня находится на берегу реки Медведица в 24 км на юго-запад от города Кашина.

## История
В 1803 году в селе была построена каменная Никольская церковь с 2 престолами, метрические книги с 1780 года. 
В конце XIX — начале XX века село входило в состав Кобылинской волости Кашинского уезда Тверской губернии. 
С 1929 года деревня являлась центром Студёно-Польского сельсовета Кашинского района Бежецкого округа Московской области, с 1935 года — в составе Калининской области, с 1994 года — в составе Булатовского сельского округа, с 2005 года — в составе Булатовского сельского поселения, с 2018 года — в составе Кашинского городского округа.

## Население
| 1859 | 1889 | 2002 | 2010 |
| ---- | ---- | ---- | ---- |
| 144  | ↗240 | ↘82  | ↘72  |